# Любимов, Илья Петрович
Илья́ Петро́вич Люби́мов (род. 21 февраля 1977, Москва) — российский актёр театра и кино. Наиболее известен по фильмам «20 сигарет», «Неадекватные люди» и по сериалам «Не родись красивой», «Фан-клуб Гольнева», «Возвращение блудного Джинника», «Корабль» и «Отель Элеон».

## Биография
Родился 21 февраля 1977 года в Москве. Отец — Пётр Яковлевич Шлезингер (род. 1944), начальник отдела в ОКБ Сухого. Мать — Наталья Николаевна Любимова (лингвист, переводчик с английского и французского языков). Старший брат — Олег Петрович Любимов (род. 13 февраля 1968), актёр, с 1993 года играет в Московском театре «Мастерская Петра Фоменко», снимается в фильмах.
Окончил школу экстерном. В 11 лет начал работать в составе Театра юного москвича «ТЮМ» (п/р Александра Тюкавкина).
В 1993 году поступил на режиссёрский факультет РАТИ (ГИТИСа) (мастер — Пётр Фоменко).
Еще в институте играл в постановках «Свадьба», «Дачники», «Идея господина Дома», «Несвятые святые», «Школа для дураков», «Гарпагониада».
Снялся в клипах Влади Касты «Сестра» (2004), «Сочиняй мечты» (2011).

### Личная жизнь
Супруга — Екатерина Вилкова (род. 11 июля 1984), в браке с 1 мая 2011 года. Дети: дочь Павла (род. 11 февраля 2012 г.) и сын Пётр (род. 6 апреля 2014 г.).

## Фильмография
- 2001 — Гражданин начальник — Ерхов
- 2001 — Одна абсолютно счастливая деревня — Франц
- 2002 — Дневник убийцы — Исай Лазурский, товарищ Николая Воинова, один из расстрелянных
- 2002 — Смеситель
- 2003 — Бумер — Коля «Затон»
- 2003 — Одиссея, год 1989
- 2004 — Красная капелла — Анри Жино, художник
- 2005 — Казус Кукоцкого — Гарик Габриелян, пианист в джазовой группе
- 2005-2006 — Не родись красивой — Александр Воропаев, сын Юрия Воропаева, старший брат Киры и Кристины Воропаевых
- 2005 — 45 сантиметров
- 2005 — Подруга особого назначения — Арсений Троепольский
- 2006 — Всё смешалось в доме — гроссмейстер
- 2007 — 20 сигарет — Андрей Смаровский, менеджер крупного рекламного агентства «Bad Boy’s»[1]
- 2008: Пять шагов по облакам — Роман Полянский, он же Михаил Евгеньевич Протасов
- 2008 — Другое лицо — Максим Переславский
- 2008 — Петровка, 38. Команда Семёнова — Михаил Найман, старший лейтенант милиции
- 2009 — Обстоятельства — Тихон
- 2009 — Возвращение Синдбада — Израиль Ават
- 2010 — Неадекватные люди — Виталий Мухаметзянов
- 2010 — Черчилль — Юрий Григоракис
- 2010 — Доктор Тырса — Ренат Савин
- 2010 — Школа для толстушек — Кирилл Наветов
- 2011 — 12 апреля 1961 года. 24 часа (документальный) — Григорий Григорьевич Нелюбов, военный лётчик, член первого отряда советских космонавтов
- 2011—2012 — Дневник доктора Зайцевой — Максим Владимирович Майоров, заведующий хирургическим отделением
- 2012 — Наружное наблюдение — Альберт Максимович Ан (Ташкент)
- 2012 — 20 лет без любви — Салим
- 2012 — Без свидетелей — Сергей-Герман
- 2014 — Корабль — Герман Ворожцов, преподаватель основ выживания
- 2014 — Под каблуком — Костя Привалов
- 2015 — Поделись счастьем своим — Олег Панин
- 2015 — Невидимки — Юрий Муравьёв
- 2016 — Рядом с нами — Учитель
- 2016 — Страшный и опасный — Миша Дорохов
- 2016 — Одноклассницы — Андрей, муж Светы
- 2016 — Чистое искусство — Миша Кулешин, друг Андрея Стольского
- 2016 — Отель «Элеон» — Вадим Алексеевич Лебедев, коуч, психолог бутик-отеля «Eleon», бывший муж Софии Яновны
- 2017 — Охота на дьявола — Ян Штильман
- 2017 — Доктор Рихтер — любовник Ирины
- 2017 — По ту сторону смерти — Лукас
- 2017 — Одноклассницы. Новый поворот — Андрей, муж Светы
- 2017 — Большие деньги (Фальшивомонетчики) — Лев Сергеевич Копылов, исполняющий обязанности управляющего филиалом «Кэш кэпитал банка»
- 2017 — Жёлтый глаз тигра — художник Куракин
- 2018 — Динозавр — Олег Станиславович Бесовский, криминальный бизнесмен, рейдер
- 2020 — Портрет незнакомца —
- 2020 — Неадекватные люди 2 — Виталий
- 2020 — Волк — Леонид Яковлевич Гольцман, коллекционер
- 2022 — Чайки — Олег Михайлович Боровский, президент Всероссийской федерации волейбола
- 2023 — Новогодний шеф — Слава, отец Даши
- 2024 — Престиж — Пётр Филимонов
- 2024 — Мой любимый чемпион — возлюбленный мамы Саши

### Дубляж
- Алиса в Стране чудес — Абсолем (Синяя гусеница)
- Союз зверей — Лев Сократ

## Награды
- Премия «Чайка» в номинации «Некоторые любят погорячее» (дуэт с Ксенией Кутеповой в спектакле «Семейное счастие»), 2000 год[2].
- Лауреат Театральной премии МК в категории «Начинающие» (лучшая эпизодическая роль — Франц — в спектакле «Одна абсолютно счастливая деревня»), 2001 год.
- 2010 — Лучший дуэт за фильм «Неадекватные люди» на кинофестивале «Окно в Европу»[3].